# Matei Negreanu
Matei Negreanu, né le 15 mars 1941 à Bucarest (Roumanie), est un artiste français et sculpteur utilisant le verre sous toutes les formes, installé en France depuis 1981.

## Biographie

### Vie familiale
Matei Negreanu est né en Roumanie, d'un père d’origine paysanne, devenu industriel, disparu prématurément d’un accident brutal et d'une mère bourgeoise, orthodoxe et citadine. Après la disparition de sa mère, Matei sent que plus rien de concret ne le rattache à la Roumanie, de plus en plus figée dans la torpeur d’une dictature sournoise. En 1981, à quarante ans, il change radicalement de vie et prend le train pour la France à laquelle il demande asile.

### Vie professionnelle
Matei Negreanu est un artiste de la scène artistique française et roumaine depuis les années 1980, connu internationalement pour ses sculptures en verre lamellé-collé ou en verre cassé partiellement recouvertes de plomb.
Formé à l'École des beaux-arts de Bucarest de 1966 à 1972, il reçoit un enseignement pluridisciplinaire strict, en étudiant la peinture, le dessin, la sculpture et l'architecture. À l'usine, il apprend la métallurgie et le design industriel. Il évolue dans le milieu artistique roumain en tant que peintre, styliste, décorateur de théâtre tout en travaillant dans des centres de production verrière en Roumanie. En 1981, il choisit l'exil, fuyant le régime de Ceausescu et la rigidité de la vie artistique roumaine de l’époque. Il s'installe en France et se jette à corps perdu dans ses recherches artistiques. Que ce soit d’abord à la verrerie de Portieux en 1983 où il réalise ses premières sculptures en verre, aux cristalleries de Baccarat en 1985 avec l'édition de sa « Plume de Cristal » ou dans son atelier parisien, il explore toutes les possibilités de créer des sculptures avec du verre plat, cassé, coupé, collé, sablé. C'est au Salon des arts décoratifs au Grand Palais à Paris en 1984 qu'il est remarqué par Yvonne Brunhammer et Jean-Luc Olivié du Musée des Arts décoratifs et qu'une première sculpture intègre le Fonds national d’art contemporain. Il présente sa première sculpture en verre collé au Colloque international verre et architecture à Sars-Poteries en 1984 avec la première sculpture en verre collé : Fontaine Sèche.
Remarqué pour ses Vagues tourbillonnantes faites de fines lamelles de verre collées les unes aux autres, Matei Negreanu commence une carrière internationale et marque en même temps l'art du verre français des années 1980. À partir de 1984-1985 les expositions se multiplient en France et à l'étranger, les œuvres sont de plus en plus grandes et la technique de plus en plus maîtrisée. En 1985, il installe son atelier à Lamotte-Beuvron, aux portes de la Sologne.
Il développe ensuite son travail en y apportant du plomb et en guidant la lumière dans des gros blocs de verre optique. Il taille le verre comme d’autres tailleraient le marbre ou le granit. D'autres étapes, en passant par les Aiguilles avec les éclats aléatoires et les Maisons aux lignes droites, ont mené l'artiste vers la construction d'architectures harmonieuses ou vers des œuvres en mouvement. Les brisures dans le verre optique mettent la pureté du matériau en évidence et la lumière vient révéler les formes géométriques.
En dehors de cette taille directe, l'artiste utilise aussi des grandes vasques en verre soufflé qu'il découpe et recouvre partiellement avec une armature de plomb jouant ainsi sur le vide et le volume (présenté à Venezia Aperto Vetro en 1996). Des rubans de plomb viennent couvrir ces bulles industrielles en verre soufflé : le verre y joue le rôle du vide, le plomb souligne le mouvement et arrête le regard. En tant que sculpteur, il associe le verre aussi avec le bois, l'inox, le marbre, le métal ou la résine. En tant que peintre, il apporte la matière sur la toile et il ose la couleur.
Vers 1999, Matei Negreanu crée des constructions architecturales abstraites et géométriques en noir et blanc: les Lignes de silence. Elles construisent un univers où la lumière révèle la géométrie.
Empreintes d’une certaine dualité dans leur composition, les Maisons Stèles des années 2000 présentent un aspect plutôt massif, géométrique et mat par rapport à d'autres parties plus effilées et brillantes. Il crée un dialogue entre le vide et le plein, la transparence et l'opacité, l'ombre et la lumière. Il y a toujours du mouvement, des brisures, un certain équilibre bouleversé.
Lors des longs hivers passés en Australie, l’artiste peint. Il change ses outils de sculpteur pour les pinceaux, l'encre et l'acrylique et expose régulièrement ses toiles dans des galeries. En 2007, il illustre le livre de Marie Sellier Crépidule ou la légende du chat de Saint-Cado.
Les sculptures Imprévisibles (2009) sont plus proches de la matière brute ou de l'objet industriel. 
Plus tard, vers 2013, avec la série des Méta, les formes s'adoucissent. L'opacité et la transparence se répondent dans un jeu de brisures et d'éclats avec certains détails peints.
Matei Negreanu utilise le verre en tant que sculpteur. Il aborde aussi le textile et la couleur dans de grands formats qui viennent dialoguer avec les nombreuses toiles et dessins.
En 2017, il quitte son atelier de Lamotte-Beuvron pour s'installer à Belz en Bretagne avec le journaliste et écrivain Hervé Claude avec qui il est pacsé depuis 2003.
En 2022, il évolue vers des lignes fluides et des surfaces laiteuses dans ses Nouvelles formes libres. Des formes concaves et convexes sont posées sur des angles droits et rigides. 
Dessinateur, coloriste, sculpteur, Matei Negreanu surprend avec de nouvelles expressions, avec la volonté d'exploiter les propriétés spécifiques des différents matériaux et avec l'inventivité des formes. Son œuvre est une et multiple, elle évolue mais reste fidèle à l'image de son auteur.

## Expositions monographiques (sélection)
dès 1985, expositions dans les galeries : 
galerie Capazza, Nançay
galerie Suzel Berna, Antibes
galerie Bergman (Allemagne)
Clara Scremini Gallery, Paris 
Heidi Schneider galerie, Horgen (Suisse)
Habatat Gallery, Farmington Hills (USA)
Miller gallery, New York (USA)
galerie d'Amon, Paris
galerie Di Folco, Niort 
galerie Place des Arts, Montpellier
galerie L'Éclat du Verre, Paris 
galerie Nadir, Annecy 
galerie HD Nick, Aubais 
galerie Sordello, Paris
1989, Musée d'Immenhausen (Allemagne)
2000, « Lignes de silence », musée-atelier du Verre, Sars-Poteries (catalogue)
2003, « Sculptures et peintures, parcours », Maison du verre, Puy-Guillaume
2007, « Parcours », Musée du Verre, Conches-en-Ouche (catalogue)
2009, « Imprévisibles », Maison de région, Strasbourg
2015, 3e biennale du verre, Musée municipal d'art et d'histoire, Colombes

## Expositions collectives (sélection)
- 1984, « Le Renouveau du verre », Musée des Beaux-Arts, Rouen
- 1985, « Zweiter Coburger Glaspreis », Coburg (Allemagne)
- 1986, « Hommes de verre », Paris
- 1986, « Expressions de verre », Lausanne (Suisse)
- 1986, « 100 ans d’art du verre », galerie Ho-Am, Seoul (Corée du Sud)
- 1986, « European Crafts Today », Osaka, Tokyo (Japon)
- 1988, « Glasmetamorphosen I », Rolandseck (Allemagne)
- 1988, « World Glass Now », Museum of Modern Art, Sapporo (Japon)
- 1989, Le verre grandeur nature, Parc floral Vincennes, Paris
- 1990, Neues Glas in Europa, Düsseldorf (Allemagne)
- 1991, Les Verriales, galerie internationale du verre, Biot
- 1992, « Cristallomania », Tamayo Museum, Museo de Arte Contemporaneo, Monterrey (Mexique)
- 1995, « Couleurs et transparences », Musée de Sèvres et Dunkerque
- 1996, « Venezia Aperto Vetro », Musée Correr, Venise (Italie)
- 1999, « Global Art Glass Triennal », Borgholm (Suède)
- 2005, « La France à Venise », Galerie Rossella Junck, Venise (Italie)
- 2006, « Coburg Glass Prize », Kunstsammlungen der Veste Coburg (Allemagne)
- 2008, « Le Verre », Orangerie du Domaine de Madame Élisabeth, Versailles
- 2010, « Dialogue », Art-o-Nivo, Bruges (Belgique)
- 2011, « Éclats! », musée Würth, Erstein
- 2012, « European Glass Context », Bornholm Art Museum (Danemark)
- 2015, « Trésors de sable et de feu », musée des arts décoratifs, Paris

## Collections publiques
- Corning Museum of Glass, Corning (USA)
- Mobile Museum of Art, Mobile AL (USA)
- Carnegie Museum of Art, Pittsburg PA (USA)
- Saxe Collection, San Francisco (USA)
- Musée des Beaux-arts, Montréal (Canada)
- MusVerre, Sars-Poteries (France)
- Musée des Arts Décoratifs, Paris (France)
- Musée des Arts Décoratifs, Bordeaux (France)
- Musée du Verre, Conches-en-Ouche (France)
- Musée d’Unterlinden, Colmar (France)
- Glass Art Fund, Vendenheim (France)
- Musée des Arts Décoratifs, Bucarest (Roumanie)
- Musée National d’art contemporain MNAC, Bucarest (Roumanie)
- Ulster Museum, Belfast (Royaume Uni)
- Pilkington Glass Museum, St Helens (Royaume Uni)
- Kunstmuseum, Düsseldorf (Allemagne)
- Kunstsammlungen der Veste, Coburg (Allemagne)
- Ernsting Stiftung, Coesfeld-Lette (Allemagne)
- Musée des Arts Décoratifs, Athènes (Grèce)
- Hokkaido Museum of Modern Art, Sapporo (Japon)
- Hoya Industry Collection, Tokyo (Japon)
- MuDac, Lausanne (Suisse)
- Musée Bellerive, Zürich (Suisse)
- Musée du Verre, Charleroi (Belgique)
- Autotran Museum, Rosmalen (Pays-Bas)

## Distinctions
- 1969 : 1er prix de peinture, 3e prix de sculpture, Cluj-Napoca (Roumanie)
- 1995 :  chevalier de l'ordre des Arts et des Lettres[4]
- 2024 : Special Prize of the Board of directors of the Union of Visual Artists from Romania for the diaspora (Roumanie)